# Inge Schell
Inge Schell (* 9. Juni 1939 in Neubiberg) ist eine ehemalige deutsche Leichtathletin.
Die Lohnbuchhalterin startete für den TSV 1860 München in ihrer Spezialdisziplin, dem 80-Meter-Hürdenlauf. Bei einer Größe von 1,65 m betrug ihr Wettkampfgewicht 63 kg. Ihre beste Leistung, zugleich bayerischer Rekord, erreichte sie am 22. August 1965 in Konstanz mit 10,6 s.
Bei den Deutschen Meisterschaften belegte sie 1963 den zweiten, 1964 und 1965 den ersten, 1966 den zweiten sowie 1967 und 1968 den ersten Platz. Bei den Leichtathletik-Europameisterschaften 1966 erreichte sie mit 10,8 s den fünften Platz. Bei den Olympischen Sommerspielen 1968 in Mexiko-Stadt wurde sie im Vorlauf bei etwas zu starkem Rückenwind (2,4 m/s) mit 10,7 s Dritte, im Zwischenlauf schied sie als Siebente mit 10,8 s aus. 
In der Halle war sie über 60 Meter von 1965 bis 1969 ununterbrochen Deutsche Meisterin. Bei den Europäischen Hallenspielen 1966 belegte sie hinter Irina Press (UdSSR, 8,1 s) und Gundula Diel (DDR) zeitgleich in 8,4 s den dritten Platz. 1967 wurde sie über 50 Meter in 7,1 s hinter Karin Balzer (DDR 6,9 s Weltrekord) und Vlasta Seifertová (CSSR, 7,0 s) ebenfalls Dritte, 1968 mit der gleichen Zeit Vierte. 
Sie wurde auch in der 4-mal-100-Meter-Staffel der bundesdeutschen Frauen-Nationalmannschaft eingesetzt. Beim Leichtathletik-Europacup 1965 stürzte sie vor dem letzten Wechsel. 1958, 1960 und 1964 wurde sie mit dem TSV 1860 München Deutsche Leichtathletik-Mannschaftsmeisterin.
Inge Schell heiratete 1971 den Fußballtrainer Hans Pilz.